# 佳能 EF 35-350mm 鏡頭
佳能 EF 35-350mm 鏡頭是一系列由佳能公司生產的變焦鏡頭，為佳能L鏡頭之一。
- EF 35-350mm f/3.5-5.6L USM

當35-350mm鏡頭用於佳能數碼EOS系列的APS-C幅面機身（如佳能 EOS 550D）時，35-350毫米的視角會變窄，其等效於全幅機身上的56-560mm視角（乘以系數1.6）。當用於APS-H幅面機身（如佳能 EOS-1D Mark IV）時，其等效於全幅機身的45.5-455毫米視角（乘以系數1.3）。